# Джонстаун (Дун-Лэаре-Ратдаун)
Джонстаун (англ. Johnstown; ирл. Baile Sheáin) — пригород в Ирландии, находится в графстве Дун-Лэаре-Ратдаун (провинция Ленстер).